# Hôpital Privé Nord Parisien
L’Hôpital Privé Nord Parisien (HPNP) est situé à Sarcelles dans l'est du Val-d'Oise. Il propose une offre de soins pluridisciplinaire, en hospitalisation complète et ambulatoire, d'une capacité de plus de 300 lits et places réparti sur 35 000 m2, entre différents bâtiments localisés au 3, boulevard du Maréchal-de-Lattre-de-Tassigny et de part et d'autre de l'avenue Charles-Péguy. 
L'établissement s'appuie sur un plateau technique et sur une équipe médicale de plus 450 collaborateurs et plus de 100 praticiens, et couvre toutes les disciplines médicales et chirurgicales majeures. Il comporte une maternité écoresponsable, un service d'urgence, un centre de dialyse et un pôle de cancérologie.
L’Hôpital Privé Nord Parisien est certifié en France par la Haute Autorité de santé (HAS) et a obtenu en 2016 la note de A.

## Histoire
Anciennement dénommé Clinique Alexis-Carrel jusqu'en 1993,, l'établissement a été construit en 1962 par la caisse des dépôts et consignation, au centre de la ville nouvelle de Sarcelles, pour mieux couvrir les besoins de ses habitants en chirurgie et en obstétrique. 
Dirigé pendant 25 ans par le docteur Pierre-Alain Benhamou, il s'est progressivement développé pour devenir un hôpital privé pluridisciplinaire de court et moyen séjour.
Au fil des années, la  Direction, le corps médical et le personnel de l’établissement se sont attachés à développer de nouvelles activités et à mettre à disposition des patients les dernières innovations technologiques.
Dès 1984, l’ouverture du Centre Alfred-Kastler permet de regrouper et de gérer les consultations des différents praticiens spécialistes.
En 1991, l’Hôpital Privé Nord Parisien obtient l’autorisation d’exploiter un centre d’hémodialyse, et construit un deuxième bâtiment qui lui est dédié 6, avenue Charles Péguy. 
Le regroupement des lits provenant de la Clinique de la Barre, située à Deuil-la-Barre, permet en 1994 l’ouverture d’un service de médecine et l’augmentation de la capacité d’accueil en chirurgie,. 
En 1996, un troisième bâtiment est construit, au 4 de la même avenue, dans lequel est transféré le Centre Alfred Kastler composé de cabinets de consultation ainsi qu'un hôpital de jour regroupant : l’unité d’anesthésie et de chirurgie ambulatoires et l’unité d’autodialyse et de dialyse médicalisée.

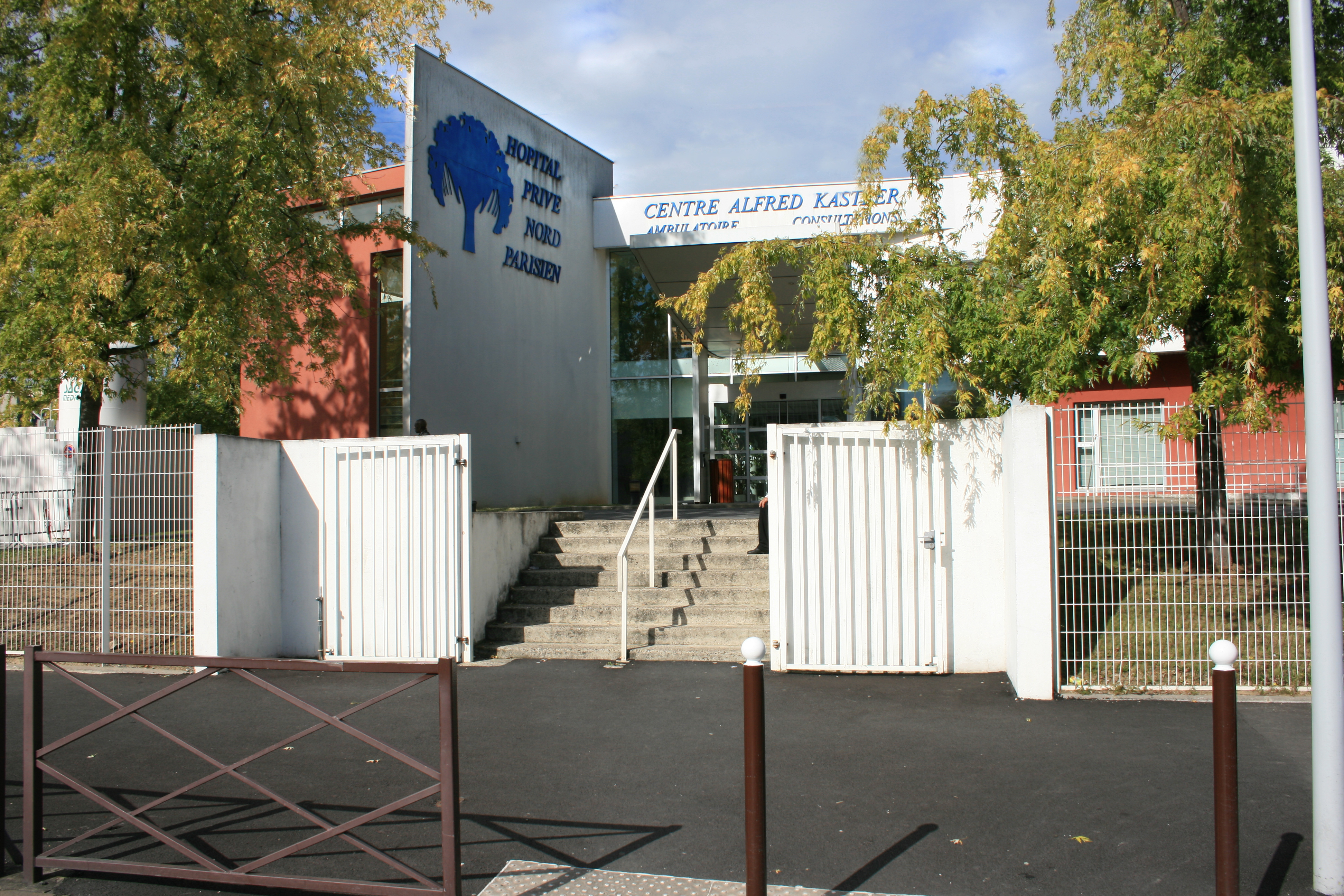
Centre Alfred-Kastler

Début 1999, l’achèvement des travaux consécutifs au deuxième regroupement des lits de la Clinique de la Barre, et celui d’une partie des lits de la Clinique Bellevue de Villiers-le-Bel, permet encore une augmentation de capacité des services de chirurgie et de médecine.
En septembre 1999, dès la mise en place des premières autorisations, l’établissement a été parmi les premiers à voir son activité d’accueil et de traitement des urgences reconnue dans le cadre d’une UPATOU. Puis l’établissement a été autorisé à poursuivre l’activité de médecine d’urgence dans le cadre d’une structure des urgences en 2007.
Début 2006, l’établissement étend la prise en charge globale du patient cancéreux en ouvrant en janvier un service de moyen séjour de 30 lits de soins de suite cancérologiques et la reconnaissance de lits identifiés de soins palliatifs.
Début 2011, la maternité de l’établissement crée une unité de néonatologie de six berceaux avec son passage d’une maternité de niveau 1 à un niveau 2A.
En 2013, l’Hôpital Privé Nord Parisien se lance dans la recherche clinique en fondant, avec les cancérologues du Centre de Cancérologie Paris Nord, le GCS Recherche & Innovation Santé Sarcelles (RISSA), offrant aux médecins et aux patients la possibilité de bénéficier de traitements plus avancées,.
Fin 2014, une seconde unité de chirurgie ambulatoire au sein du bâtiment principal de l’Hôpital Privé Nord Parisien voit le jour avec la transformation de lits d’hospitalisation de chirurgie en places de chirurgie ambulatoire.
Avril 2017, création d'un service de Médecine
Mars 2019, ouverture d'un Centre de Néphrologie permettant de regrouper les trois protocoles de dialyse dans un même lieu. 
Septembre 2020 : ouverture d'un Centre de Neurologie
Cette évolution a permis à l’Hôpital Privé Nord Parisien de proposer une offre de soins pluridisciplinaire et complète, non seulement aux Val-d'Oisiens, mais aussi aux habitants des départements limitrophes.
Les activités de l’Hôpital Privé Nord Parisien se sont développées au fil des années autour de cinq pôles : chirurgical, cancérologique, mère-enfant, Insuffisance rénale chronique, et le pôle urgences et permanence des soins.

## Activités phares
Les activités de l'Hôpital Privé Nord Parisien sont organisées autour de cinq pôles et plus de 15 spécialités  :
- le pôle chirurgical (orthopédique, viscérale, bariatrique, urologique, vasculaire, ORL, ophtalmologique, pédiatrique, réparatrice et esthétique, cancérologique et mammaire, dentaire et stomatologique)[16] ;
- le pôle mère-enfant (gynécologie, obstétrique, sages femmes, pédiatrie, néonatologie)[17] ;
- le pôle médecine (cancérologie, cardiologie, gastro-entérologie, néphrologie) ;
- le pôle dialyse (hémodialyse, autodialyse et unité de dialyse médicalisée) [18];
- le pôle urgences et permanence des soins[19].

Autres spécialités médicales : Allergologie, dermatologie, électromyographie, endocrinologie, diabète, médecine physique, neurologie, ophtalmologie, pneumologie, pneumo-allergologie pédiatrique, rhumatologie…
Spécialités paramédicales : kinésithérapie, kinésithérapie respiratoire, ostéopathie, podologie, nutrition, diététique…

## Coopérations
L’Hôpital Privé Nord Parisien a constitué un pôle de santé multidisciplinaire à Sarcelles avec les partenaires ci-dessous :
- Centre d'imagerie Paris Nord Sarcelles (IPNS): IRM, scanner, Pet Scan, sénologie[20] ;
- laboratoire d'analyse médicale - ANA Laboratoire[21] ;
- Centre de la Femme Paris Nord : six gynécologues-obstétriciens, un gynécologue médical et cinq sages-femmes[22] ;
- Centre pédiatrique Paris Nord : centre multidisciplinaire dédié à l’enfant disposant d'une Unité TED (Troubles Envahissants du Développement) et de classe thérapeutique reconnue comme Unité d'Enseignement par l’Éducation Nationale, la Classe "Mésange"[23] ;
- Centre de cancérologie Paris Nord : membre fondateur du réseau de soins en cancérologie et soins palliatifs ONCONORD[24] grâce auquel il est proposé aux patients et à leur famille des consultations avec des psychologues, médecins de la douleur, assistante sociale[25].
- RAVA : actes de radiologie interventionnelle;
- RISSA (GCS Recherche & Innovation Santé Sarcelles).

L’Hôpital Privé Nord Parisien est membre de :
- Fédération de l'Hospitalisation Privé (FHP) qui assemble 1000 cliniques et hôpitaux privés qui assurent chaque année la prise en charge de 9 millions de patients[26].

- Groupement Coopératif Santé Cité, 1er groupe coopératif d’établissements de santé indépendants, en tant que membre fondateur[27].

- Réseau d'Hygiène et de Prévention du Val d'Oise (RHP95) en tant que membre fondateur[28].

- Réseau Périnatal Ile-de-France - Port Royal en tant que membre fondateur[29].

- Réseau Périnatal du Val d'Oise en tant que membre fondateur[30].

- Réseau Onconord en tant que membre fondateur[31].
- Programme Hôpital numérique[32]

## Chiffres clés
L’hôpital a une capacité de plus de 300 lits et places, en 2016, environ 30 000 patients ont été pris en charge dont 20 000 aux Urgences. 1 641 accouchements ont eu lieu en 2016, grâce à une maternité de niveau de 2A contenant 1 plateau obstétrical. 4 salles de travail avec monitorage centralisé, 2 salles de pré-travail, 1 unité de néonatalogie de 6 berceaux.
L’Hôpital Privé Nord Parisien s'appuie sur l'un des plateaux techniques les plus importants d'Ile-de-France composé notamment :
- de blocs opératoires et salles d'endoscopie : 2 blocs opératoires dont 1 réservé à la chirurgie ambulatoire, 8 salles d'opération, 2 salles d'endoscopies digestives, bronchiques et urinaires et 2 salles de surveillance post-interventionnelle,
- d'une salle de radiologie interventionnelle permettant des acquisitions d'image en 3D,
- de salles de naissance et la néonatalogie : 4 salles de travail avec monitorage centralisé, 2 salles de pré-travail et d'une unité de néonatalogie de 6 berceaux,
- d'une unité de préparation des cytotoxiques : préparation des médicaments de chimiothérapie réalisée sous isolateur, en salle blanche et sous contrôle pharmaceutique
- d'un centre de radiothérapie et de curiethérapie : 3 accélérateurs linéaires de particules dont 1 équipé pour délivrer des traitements en arcthérapie, 1 scanner dédié à la simulation virtuelle, 2 cyclotrons de production de radio isotopes et 1 projecteur de source nucetron,
- d'équipements de radiologie conventionnelle et d'échographie : 3 salles de radiologie, 1 Stephanix, 1 Prestilix, 1 Protéus, 2 salles d'échographie dont 1 dédiée aux échographies gynécologiques
- d'équipements d'IRM : 3 IRM Siemens Tesla
- de scanner : 1 scanner Optima CT 660 et 1 scanner Optima CT 540
- de pet scan : 1 TEP/CT à large tunnel
- d'un centre de sénologie : 1 mammotome et 2 mammographes numériques à capteurs plan
- d'un service de médecine nucléaire et 2 gamma-caméras dont 1 caméra hybride
- d'un laboratoire d'analyses médicales